# アブナー・アブレイユ
- アブネル・アブレイユ
- アブナー・アブレウ
- アブネル・アブレウ

アブナー・アブレイユ・ゴメス（Abner Abreu Gomez , 1989年10月24日 - ）は、ドミニカ共和国サンペドロ・デ・マコリス州サンペドロ・デ・マコリス出身の元プロ野球選手（外野手）。右投右打。

## 経歴

### プロ入りとインディアンス傘下時代
2007年に、クリーブランド・インディアンスに入団。ルーキーリーグでは4試合に出場して、打率.303の成績を残した。
2008年はルーキーリーグで51試合に出場し、打率.251、11本塁打、37打点の成績を残した。
2009年は傘下A級レイクカウンティ・キャプテンズに昇格。63試合に出場して、打率.305、7本塁打、30打点の成績を残した。
2010年は傘下A+級キンストン・インディアンスに昇格。106試合に出場して、打率.252、4本、58打点を記録した。
2011年も傘下A+級キンストンでプレー。後述の移籍まで92試合で自己最多の12本塁打、19盗塁を記録した。

### カブス傘下時代
2011年7月28日に福留孝介のトレード相手の1人としてシーズン途中にシカゴ・カブスに移籍。移籍後は傘下A+級デイトナ・カブスで25試合に出場した。

### ブレーブス傘下時代
2012年5月23日にアトランタ・ブレーブスとマイナー契約を結んだ。傘下A級ローマ・ブレーブスで19試合に出場したが、打率.207、本塁打0、3打点という成績に終わり、6月18日に自由契約となった。

### 西武時代
2012年11月1日から埼玉西武ライオンズの秋季キャンプで入団テストを受け、11月20日に同じドミニカ共和国出身のアニェニル・メンドーサと共に育成選手契約を結んだ。
2013年は6月上旬までに二軍でチームトップの5本塁打、打率.293の成績を残し、支配下登録の候補にも挙がったが、6月16日に球団がクリス・カーターを獲得したため、外国人枠の関係から支配下登録は実現しなかった。しかしながら、ファームでチーム最多の98試合に出場し、安打、本塁打、打点など打撃部門ほぼすべてにおいてチーム最多を記録。しかし、前半戦で2割台後半あった打率も最終的には.252であった。シーズン終了後に翌年も育成選手契約を継続することが発表された。
2014年、この年も二軍で起用され、5月22日に支配下選手登録されることが発表された。背番号は、72。支配下登録翌日の5月23日に一軍に登録され、同日の対東京ヤクルトスワローズ戦（西武ドーム）で初出場、初先発した。9月20日に球団より契約を解除し、ウエーバー公示にかけられることが発表された。

### 独立リーグ・高知時代
2015年8月14日、四国アイランドリーグplusの高知ファイティングドッグスに入団。入団後は、リーグ戦21試合に出場して、打率.203、2本塁打、4打点という成績を残した。

### 巨人時代
2015年11月6日、読売ジャイアンツと育成契約を結んだことが球団から発表された。背番号は014。
2016年3月30日付で支配下登録契約へ移行した。NPBでは西武時代の2014年以来の支配下登録で、背番号は33に変更となった。しかしここでは一軍出場することはなく、シーズン終了後の12月2日に自由契約公示された。

### 現役引退後
引退後はサンフランシスコ・ジャイアンツのドミニカ共和国担当スカウトを務める。

## 選手としての特徴・人物
身長190cmの大型外野手で、高い身体能力を誇る。荒削りながら俊足強打が武器。
明るい性格で来日後は「アブさん」の愛称で親しまれた。

## 詳細情報

### 年度別打撃成績
| 年 度     | 球 団     | 試 合 | 打 席 | 打 数 | 得 点 | 安 打 | 二 塁 打 | 三 塁 打 | 本 塁 打 | 塁 打 | 打 点 | 盗 塁 | 盗 塁 死 | 犠 打 | 犠 飛 | 四 球 | 敬 遠 | 死 球 | 三 振 | 併 殺 打 | 打 率 | 出 塁 率 | 長 打 率 | O P S |
| --------- | --------- | ----- | ----- | ----- | ----- | ----- | -------- | -------- | -------- | ----- | ----- | ----- | -------- | ----- | ----- | ----- | ----- | ----- | ----- | -------- | ----- | -------- | -------- | ----- |
| 2014      | 西武      | 7     | 17    | 16    | 4     | 4     | 0        | 1        | 0        | 6     | 4     | 1     | 0        | 0     | 0     | 1     | 0     | 0     | 6     | 2        | .250  | .294     | .375     | .669  |
| 通算：1年 | 通算：1年 | 7     | 17    | 16    | 4     | 4     | 0        | 1        | 0        | 6     | 4     | 1     | 0        | 0     | 0     | 1     | 0     | 0     | 6     | 2        | .250  | .294     | .375     | .669  |

### 記録
NPB
- 初出場・初先発出場：2014年5月23日、対東京ヤクルトスワローズ1回戦（西武ドーム）、7番・右翼手で先発出場
- 初打席：同上、2回裏に木谷良平から二塁併殺打
- 初安打・初打点：2014年5月24日、対東京ヤクルトスワローズ2回戦（西武ドーム）、1回裏にクリス・ナーブソンから左前適時打
- 初盗塁：同上、1回裏に二盗（投手：クリス・ナーブソン、捕手：相川亮二）

### 独立リーグでの打撃成績
| 年 度     | 球 団     | 打 率 | 試 合 | 打 席 | 打 数 | 得 点 | 安 打 | 二 塁 打 | 三 塁 打 | 本 塁 打 | 打 点 | 三 振 | 四 球 | 死 球 | 犠 打 | 犠 飛 | 盗 塁 | 長 打 率 | 出 塁 率 | 併 殺 打 | 失 策 |
| --------- | --------- | ----- | ----- | ----- | ----- | ----- | ----- | -------- | -------- | -------- | ----- | ----- | ----- | ----- | ----- | ----- | ----- | -------- | -------- | -------- | ----- |
| 2015      | 高知      | .203  | 21    | 72    | 64    | 4     | 13    | 2        | 0        | 2        | 4     | 23    | 6     | 1     | 0     | 1     | 0     | .328     | .277     | 2        | 0     |
| 通算：1年 | 通算：1年 | .203  | 21    | 72    | 64    | 4     | 13    | 2        | 0        | 2        | 4     | 23    | 6     | 1     | 0     | 1     | 0     | .328     | .277     | 2        | 0     |

### 背番号
- 125 （2013年 - 2014年5月21日）
- 72 （2014年5月22日 - 同年終了）
- 5 （2015年8月14日 - 同年終了）
- 014 （2016年 - 同年3月29日）
- 33 （2016年3月30日 - 同年終了）